# Beniamino II di Alessandria
Papa Beniamino II (in arabo egiziano بنيامين التانى; Egitto, ... – Egitto, 6 gennaio 1339), è stato l'82º Papa della Chiesa ortodossa copta tra il 1327 e il 1339.